# 伊勢真一
伊勢 真一（いせ しんいち、1949年1月29日 - ）は、日本のドキュメンタリー映画監督。父親はドキュメンタリー映画編集者の伊勢長之助。東京都出身

## 人物
フィルムを希望者に貸し出す自主上映に力を入れている。
少年時代は野球選手を目指していた。立教大学法学部卒業後は大工の棟梁のもとに弟子入りするもクビになり、仕事がなくなっていたところ父の伊勢長之助の葬式時に出会った映像関係者の誘いを受けてドキュメンタリー映画の世界へと入った。
長男の伊勢朋矢はドキュメンタリー映像作家。
長女の伊勢佳世は女優。

## 監督作品

### 映画
- をどらば をどれ（踊り念仏映画製作委員会、1994）
- 奈緒ちゃん（奈緒ちゃん製作委員会、1995年）
- ルーペ　カメラマン瀬川順一の眼（1996）
- 見えない学校（「見えない学校」映画製作委員会、1998）
- えんとこ（1999）
- ドキュメンタリーごっこ（2000）
- みなみ風（2002）
- 髹漆 （2002、いせフィルム）
- ぴぐれっと（2002、いせフィルム）
- 朋あり。～太鼓奏者　林英哲～（2004、いせフィルム）
- ありがとう　－「奈緒ちゃん」自立への２５年－（2006、映画「ありがとう」製作上映委員会・いせフィルム）
- ゆめみたか〜愛は歌　田川律〜（2008、いせフィルム）
- 白い花はなぜ白い －哲ちゃん・映像作家－（2009、いせフィルム）
- 風のかたち（2009、いせフィルム）
- 大丈夫。−小児科医・細谷亮太のコトバ−（2011、いせフィルム）
- 傍（かたわら）〜3月11日からの旅（2012、いせフィルム）
- シバ 縄文犬のゆめ（2013、いせフィルム）
- 小屋番　涸沢ヒュッテの四季（2013、いせフィルム）
- 妻の病 −レビー小体型認知症−（2014、いせフィルム）
- ゆめのほとり−認知症グループホーム 福寿荘−（2015、いせフィルム）
- いのちのかたち −画家・絵本作家 いせひでこ−（2016、いせフィルム）
- やさしくなあに ～奈緒ちゃんと家族の３５年～（2017、いせフィルム）
- えんとこの歌　寝たきり歌人・遠藤滋 （2019、いせフィルム）
- いまはむかし　父・ジャワ・幻のフィルム（2021、いせフィルム）
- Pascals（パスカルズ）～しあわせ のようなもの～（2023、いせフィルム）

## プロデュース作品

### テレビ番組
- ファミリーヒストリー「矢野顕子」（2016年、NHK総合、演出・伊勢朋矢）
- ファミリーヒストリー「くるり 岸田繁」（2016年、NHK総合、演出・伊勢朋矢）
- 『人知れず 表現し続ける人たち』（2017年、NHK教育、伊勢朋矢演出）
- 『人知れず 表現し続ける人たちⅡ』（2018年、NHK教育、伊勢朋矢演出）